# 基里希區
59°27′19″N 32°02′11″E / 59.45528°N 32.03639°E
基里希區（俄语：Киришский район），是俄羅斯的一個區，位於該國西北部，由列寧格勒州負責管轄，面積3,019.3平方公里，2010年人口11,455，人口密度每平方公里3.79人。